# Financial Afrik
Financial Afrik est un journal panafricain d’information financière sur la banque, l'assurance, le private equity et les bourses des valeurs mobilières.

## Histoire
Le journal Financial Afrik est créé 2013. Il est la propriété de la société d'édition Intermedia SARL.

## Description
Financial Afrik propose une information financière à ses lecteurs au travers d'une newsletter.
Basée à Dakar, Financial Afrik  a une rédaction à Douala et à Lomé. Des reporters et correspondants sont basés à Abidjan, Kigali, Libreville, Casablanca et Tunis,.
Le journal est primé en avril 2021 meilleur journal média financier africain par le BRVM Awards.[réf. à confirmer]
Le journal organise tous les ans les "Financial Afrik Awards" qui est une conférence économique et financière internationale sur le développement de l'Afrique,,